# Na Tropie
Na Tropie – czasopismo wydawane od 1928 przez Zarząd Oddziału Śląskiego Związku Harcerstwa Polskiego było początkowo miesięcznikiem, a od 1931 dwutygodnikiem. Obecnie ukazuje się jako miesięcznik internetowy.
Po przerwie wojennej wznowiony w 1945 przez Harcerskie Biuro Wydawnicze. Redaktorem naczelnym był Edward Poppek. Pismo było uważane za związane z prawicą, co spowodowało jego faktyczną likwidację. 1 lutego 1949 pismo połączono ze "Światem Przygód" tworząc "Świat Młodych".
Ponownie zostaje wydawane w latach 80., jako "Drużyna – Na Tropie", czasopismo harcerzy starszych ZHP.
Aktualnie wydawane jest tylko w formie elektronicznej w Internecie, jako czasopismo wędrowników.

## Redaktorzy Naczelni
- Katarzyna Lesiak, od 2024 roku
- Radosław Rosiejka, w latach 2017-2024[1]
- Marta Tittenbrun, w latach 2013–2017
- Magdalena Grześkowiak, w latach 2012–2013
- Katarzyna Pietrasik, w latach 2009–2012
- Filip Springer, w latach 2006–2009
- Marek Piegat
- Ryszard Polaszewski

## Indeks

### Lista numerów czasopisma z lat 1928–1939
- Katowice, Wydawca: Zarząd Oddziału Związku Harcerstwa Polskiego, następnie
- Katowice, Wydawca: Stowarzyszenie "Na Tropie", następnie
- Warszawa, Wydawca: Harcerskie Biuro Wydawnicze "Na Tropie", następnie
- Warszawa, Wydawca: Harcerskie Biuro Wydawnicze "Na Tropie" Sp. z o.o.,

"Na Tropie. Pismo młodzieży polskiej" – miesięcznik
- Rok I: 1928, nr 1–9/10,
- Rok II: 1929, nr 1/2–10/12,
- Rok III: 1930, nr 1–9/10,

dwutygodnik
- Rok IV: 1931, nr 1–19,
- Rok V: 1932, nr 1–20,
- Rok VI: 1933, nr 1–20,

Zmiana podtytułu na: "Pismo młodzieży harcerskiej"
- Rok VII: 1934, nr 1–20,
- Rok VIII: 1935, nr 1–21,
- Rok IX: 1936, nr 1–20,
- Rok X: 1937, nr 1–20,
- Rok XI: 1938, nr 1–20,
- Rok XII: 1939, nr 1–12 + 5 numerów dodatków,

#### Lista publikacji wydawnictwa "Na Tropie"
- Aleksander Kamiński Andrzej Małkowski
- Aleksander Kamiński Antek Cwaniak
- Brunon Chlebowicz Ćwiczenia przyrodnicze zuchów
- Michał Grażyński Dokąd zdążamy (wydanie z 1935 r.)
- Michał Grażyński Gawędy i przemówienia harcerskie (wydanie z 1933 r.)
- Józefina Łapińska Harcerka na zwiadach
- Aleksander Kamiński Krąg rady
- Józefina Łapińska Książka zastępowej
- Aleksander Kamiński Książka wodza zuchów
- Maria Kapiszewska Księga harców
- Aleksander Kamiński Oficer Rzeczypospolitej
- Ewa Grodecka Pierwsze ćwiczenia harcerstwa żeńskiego
- Ewa Grodecka Rzeka
- lord Baden Powell Skauting dla chłopców
- Zofia Kossak Szukajcie przyjaciół
- Ewa Grodecka Tropem zastępu żurawi
- Jadwiga Zwolakowska W gromadzie zuchów
- lord Baden Powell Wskazówki dla skautmistrzów
- Stanisław Peterek Wstęp do krótkofalarstwa (wydanie z 1938 r.)
- Wiktor Szyryński Wycieczki harcerskie
- Michał Grażyński Z moich wędrówek i przygód
- Jerzy Kreiner Zastęp starszych chłopców

### Lista numerów czasopisma z lat 1945–1949
- Warszawa, Wydawca: Harcerskie Biuro Wydawnicze, następnie
- Katowice, Wydawca: Harcerskie Biuro Wydawnicze i Spółdzielnia Wydawnicza "Na Tropie"

Pismo młodzieży harcerskiej – dwutygodnik
- Rok I (XIII): 1945, nr 1(15 czerwca) – 8(15 grudnia),
- Rok II (XIV): 1946, nr 9/10(22 lutego) – 14(lipiec), 1/2(1 listopada) – 3(1 grudnia),
- Rok III (XV): 1947, nr 4(1 stycznia) – 21(14–31 grudnia),
- Rok IV (XVI): 1948, nr 1/2(1–31 stycznia) – 20(15 grudnia),
- Rok V (XVII): 1949, nr 21(15 stycznia) ostatni.